# NGC 78
NGC 78 es un par de galaxias en interacción localizado en la constelación de Piscis. Las dos galaxias que interaccionan son NGC 78A y NGC 78B.  NGC 78A, que es la galaxia más austral, es una galaxia espiral barrada. NGC 78B, que es la galaxia más septentrional, es una galaxia elíptica. Aunque las designaciones NGC 78A y 78B se usan en la actualidad, la designación NGC 78 se usó anteriormente principalmente para la galaxia del norte.
NGC 78 fue descubierto a más tardar en 1876 por Carl Frederick Pechüle. Fue descrito como "muy débil, pequeño, redondo" por John Louis Emil Dreyer, el compilador del Nuevo Catálogo General. Debido a que las dos galaxias tienen diferentes velocidades de recesión, las dos galaxias probablemente no están interactuando.